# Разукрашенные леди
Разукрашенные леди (англ. Painted ladies) или Шесть сестёр — архитектурный ансамбль из шести однотипных викторианских жилых домов, построенных в аннинском архитектурном стиле и расположенных в районе Аламо-сквер города Сан-Франциско (Калифорния) по адресу 710–720 Стейнер-стрит.
В 1978 году была написана книга «Разукрашенные леди — ослепительные викторианцы Сан-Франциско», посвященная зданиям, после чего термин «разукрашенные леди» стал использоваться для обозначения ярко-раскрашенных викторианских домов в других американских городах.

## История

### Строительство
Бум строительства викторианских домов в Сан-Франциско начался после Калифорнийской золотой лихорадки 1849 года, когда население города возросло с 800 до 25 000 человек за один год. После смерти королевы Виктории в 1901 году викторианская эпоха в архитектуре сменилась на эдвардианскую. Всего в период между 1849 и 1915 годами было построено более 48 000 подобных домов, большинство — в период между 1860 и 1890 годами. Основным материалом для строительство была секвойя (калифорнийское красное дерево), а снаружи дома окрашивались в мелово-белый, либо разукрашивались в яркие цвета. Одна из газет в то время писала:

…красный, жёлтый, шоколадный, апельсиновый, все что громко — все в моде… если верхние этажи не в красном или голубом… они окрашены неотёсанными панелями жёлтого или коричневого, в то время как фронтоны и мансардные окна украшены безвкусно и не живописно…
Оригинальный текст (англ.)«…red, yellow, chocolate, orange, everything that is loud is in fashion… if the upper stories are not of red or blue… they are painted up into uncouth panels of yellow and brown, while gables and dormers are adorned not with tasteful and picturesque…»

«Шесть сестёр» были построены на площади Аламо в период между 1892 и 1896 годами дизайнером и архитектором Мэтью Кавана (англ. Matthew Kavanaugh), жившим в соседнем доме по адресу 722 Стейнер-стрит.

### Дальнейшая судьба
После землетрясения 1906 года большинство домов на холме Ноб было разрушено, однако «Шесть сестёр» остались невредимыми.
Во время Первой и Второй мировых войн со зданий был снят весь декор, а сами они были покрашены в линкорно-серый цвет остатками краски, принадлежавшей ВМФ США. Ещё 16 тысяч домов были снесены, многие другие были покрыты рубероидом, кирпичом, штукатуркой или алюминиевым сайдингом.
В 1963 году художник Бутч Кардум (англ. Butch Kardum) и его «банда колористов» начали экспериментировать с яркими цветами на фасадах своих викторианских домов — разукрашивать в яркие цвета: от лимонного и ярко-красного до золотистого и бирюзового. Другие соседи последовали его примеру и также раскрасили свои дома в яркие цвета. Позже Кардум стал дизайнером-колористом, и он вместе с другими художниками-колористами, такими как Тони Каналетич (англ. Tony Canaletich), Боб Бактер (англ. Bob Buckter) и Джейсон Вондерс (англ. Jazon Wonders) стал перекрашивать серые дома. В 1970-х годах колористами были массово раскрашены дома в Сан-Франциско, в том числе и знаменитые «Шесть сестёр», после чего они получили прозвище «Postcard Row».
В одном из домов жила Элис Уокер, устраивавшая в нём мини-концерты с исполнением музыки Трейси Чепмен до тех пор, пока соседи не стали жаловаться на частоту исполнения одних и тех же песен.
В данный момент здания находятся на реконструкции, в ходе которой планируется реставрация фасада и перепланировка с целью замены повреждённых временем и архитектурно устаревших конструкций, а также расширение используемых площадей путём сноса нескольких перегородок.

## Архитектура
Все шесть зданий — трехэтажные деревянные каркасные дома, построенные по одинаковому проекту и отличающиеся лишь богатым декором из фигурной деревянной черепицы и цветом фасада. Кроме того, дом 720 выполнен симметрично противоположно остальным. Основным материалом для строительства стала секвойя. Построенные в аннинском стиле, здания являются одним из характерных примеров викторианской архитектуры. Двускатная крыша покрыта черепицей, фасад асимметричный с доминирующим треугольным фронтоном, выступающим за пределы фасада и поддерживаемым с помощью консолей. Существует также технический нулевой или цокольный этаж, в котором располагается гараж. В правой части фасада находится доминирующая угловая башня-эркер, в которой на первом и втором этажах находятся лоджии. В левой части фасада на первом этаже находится главный вход, перед которым располагается небольшая веранда, к которой от тротуара ведет каменная лестница. Над главным входом на втором этаже находится открытый балкон, ограждённый балюстрадами и консольно поддерживаемый двумя колоннами. На третьем этаже, находящемся во фронтоне, находится чердак. Колонны, шпиндели и балюстрады оформлены в классическом стиле. Часть оконных стёкол оформлены в виде витражей.

## Похожие здания
Впервые термин «разукрашенные леди» был использован писателями Элизабет Помада (англ. Elizabeth Pomada) и Михаил Ларсен (англ. Michael Larsen) в отношение сан-францисских викторианских домов в книге «Разукрашенные леди — ослепительные викторианцы Сан-Франциско» (англ. Painted Ladies — San Francisco’s Resplendent Victorians), изданной в 1978 году.
С тех пор «разукрашенными леди» стали называть ярко раскрашенные викторианские дома в других американских городах, в частности: Чарльз Вилладж в пригороде Балтимора, Лафайетт сквер в Сент-Луисе, агломерации Сан-Франциско и Нового Орлеана, Колумбия-Тускулум в Цинциннати, Олд Вест Енд в Толидо и Кейп Мей в Нью-Джерси.

## В культуре
Здания часто появляются в СМИ, на туристических фотографиях Сан-Франциско и являются одной из достопримечательностей города. Они появлялись приблизительно в 70 фильмах, а также во множестве телевизионных программ и рекламных роликов, в том числе начальных титрах телесериала Полный дом.